# Taylors Point
Taylors Point är en udde och ett område i Sydneyförorten Clareville i Australien. Den ligger i delstaten New South Wales, i den sydöstra delen av landet, omkring 26 kilometer norr om centrala Sydney.